# 364

364(삼백육십사)는 363보다 크고 365보다 작은 자연수다.

## 수학
- 합성수로, 그 약수는 총 12개다. (1, 2, 4, 7, 13, 14, 26, 28, 52, 91, 182, 364)
  - 364의 진약수의 합은 420이므로, 364는 과잉수다.
- {\displaystyle 364=91+120+153}
  - 연속하는 세 육각수의 합으로 나타낼 수 있는 수다. 이 성질을 지닌 앞의 수는 277, 다음 수는 463이다.
- {\displaystyle 364=2^{2}+6^{2}+18^{2}}
  - 서로 다른 세 자연수의 제곱합으로 나타낼 수 있는 수다.
- {\displaystyle 364=5^{2}+7^{2}+11^{2}+13^{2}}
  - 5부터 13까지 연속하는 네 소수(素數)의 제곱합으로 나타낼 수 있는 수다. 이 성질을 지닌 앞의 수는 204, 다음 수는 628이다.
- {\displaystyle 364=2^{2}+4^{2}+6^{2}+8^{2}+10^{2}+12^{2}}
  - 12번째 사면체수로, 12 이하의 모든 짝수의 제곱합이다. 앞의 사면체수는 286, 다음은 455다.
- {\displaystyle 3^{6}-1}은 364로 나누어떨어진다.

## 과학
- NGC 364(영어판): 고래자리 방향에 있는 렌즈형은하.

## 교통
- 국도 제364호선
  - 일본 364번 국도(일본어판): 후쿠이현 오노시에서 이시카와현 가가시까지 이어지는 일본의 국도.
- 기타 도로
  - 364번 지방도: 경기도 파주시 문산읍 당동리에서 가평군 가평읍 승안리까지 이어지는 대한민국의 지방도.
  - 현도 제364호선

## 군사
- U-364(영어판): 제2차 세계 대전에 사용된 나치 독일의 군용 잠수함.

## 문화유산
- 대한민국의 보물 제364호: 나주 서성문 안 석등
- 대한민국의 사적 제364호: 구리 명빈묘

## 기타
- 연도: 364년, 기원전 364년